# 778
| [ Edytuj tabelę ]          |                            |
| Król Asturii               | - 774 Silo 783             |
| Cesarz Bizancjum           | - 775 Leon IV Chazar 780   |
| Chan Bułgarii              | - 777 Kardam 803           |
| Cesarz Chin                | - 762 Tang Daizong 779     |
| Król Essexu                | - 758 Sigeric 798          |
| Król Franków               | - 768 Karol Wielki 814     |
| Cesarz Japonii             | - 770 Kōnin 781            |
| Kalif                      | - 775 Al-Mahdi 785         |
| Patriarcha Konstantynopola | - 766 Nicetas I 780        |
| Król Mercji                | - 757 Offa 796             |
| Król Nortumbrii            | - 774 Etelred I 779        |
| Papież                     | - 772 Hadrian I 795        |
| Doża Wenecji               | - 764 Maurizio Galbaio 787 |
| Król Wessexu               | - 757 Cynewulf 786         |

Rok 778 / DCCLXXVIII
stulecia: VII wiek ~
VIII wiek ~
IX wiek

lata: 768 «
773 «
774 «
775 «
776 «
777 «
778
» 779
» 780
» 781
» 782
» 783
» 788

## Wydarzenia
- 15 sierpnia – frankoński margrabia Roland zginął w bitwie w wąwozie Roncevaux.
- Karol Wielki walczył z Maurami w Hiszpanii – bitwa pod Pampeluną.
- Powstanie saskie pod wodzą Widukinda przeciwko panowaniu frankijskiemu.

## Urodzili się
- Ludwik I Pobożny – król Franków i cesarz rzymski, syn Karola I Wielkiego, z dynastii Karolingów (zm. 840)
- Zhaozhou Congshen – chiński mistrz chan (zm. 897)

## Zmarli
- Lupus II – książę Gaskonii i prawdopodobnie książę Akwitanii (ur. ?)